# 창인학교
창인학교는 경기도 양평군에 있는 경기동북부 최초의 사립 특수학교이다.  지적장애 특수교육기관으로 유치원, 초등학교, 중학교, 고등학교, 전공과를 두고 운영하고 있다.

## 연혁
- 1991년 4월 25일  : 사회복지법인창인원법인인가, 초대대표이사 이세년 취임
- 1997년 4월 25일  : 사회복지법인창인원 2대 대표이사 이경학 취임
- 1998년 7월 21일  : 창인학교 설립계획 승인(경기도 교육청)
- 1998년 12월 16일 : 창인학교 설립 인가(경기도 교육청)
- 1999년 3월 1일  : 창인학교 개교(초대학교장 이용근 취임)
- 2002년 1월 31일  : 고등부 인가(3학급)
- 2004년 10월 8일  : 전공과 인가(2학급)
- 2005년 2월 28일  : 중학부 증설 인가(3학급)
- 2005년 3월 18일  : 신관건물(식당, 교사동) 준공
- 2006년 3월 4일  : 제2대 학교장 이용관 취임
- 2010년 9월 17일  : 다목적체육관 사용승인
- 2011년 1월 25일  : 고등학교 증설 인가(3학급)
- 2014년 10월 1일  : 제3대 학교장 이용근 교육학 박사 취임
- 2015년 10월 1일  : 제4대 학교장 김종명 취임
- 2019년 9월 1일 : 제5대 학교장 이원정 취임